# Пантелеєв Микола Олексійович
Микола Олексійович Пантелеєв (20 грудня 1928, село Піски, тепер Старобільського району Луганської області — 2 жовтня 2003) — український радянський партійний діяч, голова Держкомітету РМ УРСР по праці. Член ЦК КПУ в 1976—1990 роках. Депутат Верховної Ради УРСР 9—11-го скликань.

## Біографія
Народився в селянській родині. У 1945 році закінчив середню школу. Трудову діяльність розпочав у 1945 році колгоспником.
З 1945 по 1949 рік навчався в Лисичанському гірничому технікумі Ворошиловградської області за спеціальністю маркшейдерська справа.
Член ВКП(б) з 1948 року.
З 1949 року працював гірничим майстром, дільничним, головним маркшейдером шахти тресту «Хакасвугілля» Красноярського краю РРФСР.
У 1952—1955 роках — слухач Вищих інженерних курсів при Ленінградському гірничому інституті за спеціальністю «Планування і організація гірничої промисловості».
У 1955 році — викладач Лисичанського гірничого технікуму Ворошиловградської області.
У 1955—1962 роках — інженер-економіст, начальник планового відділу, помічник головного інженера, секретар парткому шахтоуправління «Привольнянське-Південне» тресту «Лисичанськвугілля» Луганської області.
25 грудня 1962 — 30 червня 1970 року — 1-й секретар Лисичанського міського комітету КПУ Луганської області.
У 1970—1971 роках — інспектор ЦК КПУ.
У 1971 — 15 листопада 1976 року — 2-й секретар Запорізького обласного комітету КПУ.
22 жовтня 1976 — 25 липня 1988 року — голова Державного комітету Ради Міністрів Української РСР по праці. 25 липня 1988 — 1990 року — голова Державного комітету Ради Міністрів Української РСР по праці і соціальним питанням.
Потім — на пенсії.
Помер 2 жовтня 2003 року. Похований в селі Піски Новопсковського району Луганської області.